# Endothyrella
Endothyrella is een geslacht van weekdieren uit de klasse van de Gastropoda (slakken).

## Soorten
- Endothyrella aborensis (Gude, 1915)
- Endothyrella affinis (Gude, 1896)
- Endothyrella angulata Budha & Páll-Gergely, 2015[1]
- Endothyrella babbagei (Gude, 1915)
- Endothyrella brahma (Godwin-Austen, 1879)
- Endothyrella bedfordi (Gude, 1915)
- Endothyrella blanda (Gude, 1897)
- Endothyrella dolakhaensis Budha & Páll-Gergely, 2015[1]
- Endothyrella fultoni (Godwin-Austen, 1892)
- Endothyrella gregorsoni (Gude, 1915)
- Endothyrella inexpectata Páll-Gergely, 2015[1]
- Endothyrella macromphalus (W. Blanford, 1870)
- Endothyrella minor (Godwin-Austen, 1879)
- Endothyrella miriensis (Gude, 1915)
- Endothyrella nepalica Budha & Páll-Gergely, 2015[1]
- Endothyrella oakesi (Gude, 1915)
- Endothyrella oglei (Godwin-Austen, 1879)
  - = Chersaecia oglei (Godwin-Austen, 1879)[1]
- Endothyrella pinacis (Benson, 1859)
  - = Endothyrella pettos (von Martens, 1868)
- Endothyrella plectostoma (Benson, 1836)
- Endothyrella robustistriata Páll-Gergely, 2015[1]
- Endothyrella serica (Godwin-Austen, 1875)
  - = Chersaecia serica (Godwin-Austen, 1875)[1]
- Endothyrella sowerbyi (Gude, 1898)
- Endothyrella tricarinata (Gude, 1897)[1]
- Endothyrella williamsoni (Gude, 1915)